# Мчедлишвили, Георгий (регбист)
Георгий (Гиорги) Мчедлишвили (груз. გიორგი მჭედლიშვილი; 30 октября 1986, Тбилиси) — грузинский регбист, выступающий за клуб «Локомотив-Пенза».

## Карьера игрока
Является воспитанником клуба «Лело». С 2008 года выступал в нескольких клубах лиги Федераль 1 (третья по силе лига Франции), выиграл эту лигу в 2011 году в составе «Безье Эро». В 2014 сначала перешел в «Монпелье» (представитель ТОП-14) в качестве медицинского джокера, а затем переходит в «Перпиньян», выступавший тогда в Про Д2 (втором по силе дивизионе Франции). В 2017 году по семейным обстоятельствам возвращается в Грузию, где выступает за «Локомотив». После кратковременной командировки на Родине Мчедлишвили переезжает в Испанию, где в качестве замены травмированным игрокам проводит несколько матчей за клуб «Алькобендас». В дальнейшим игрок возвращается в Федераль-1. Весной 2019 года вместе с ещё тремя игроками (Илья Спандерашвили, Ника Цирекидзе, Нико Апциаури) из Грузии присоединился к только что созданному клубу «Локомотив-Пенза». Дебютировал во 2-м туре сезона 2019 года.

## Выступления в сборной
Дебютировал в сборной в 2008 году, в матче против Чехии. В следующий раз получил вызов в 2014 году. В общем сыграл 3 матча, результативными действиями не отметился.